# Joseph R. Cockerill

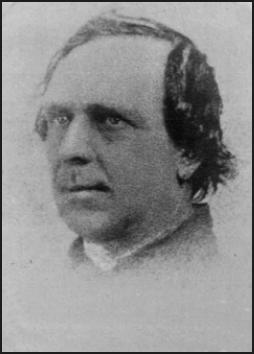
Joseph R. Cockerill

Joseph Randolph Cockerill (* 2. Januar 1818 im Loudoun County, Virginia; † 23. Oktober 1875 in West Union, Ohio) war ein US-amerikanischer Politiker. Zwischen 1857 und 1859 vertrat er den Bundesstaat Ohio im US-Repräsentantenhaus.

## Werdegang
Joseph Cockerill besuchte die öffentlichen Schulen seiner Heimat. 1837 zog er in das Adams County in Ohio. Für einige Zeit unterrichtete er als Lehrer. Im Jahr 1840 war er Leiter der Bezirkslandvermessung. Nach einem Jurastudium und seiner 1851 erfolgten Zulassung als Rechtsanwalt begann er in West Union in diesem Beruf zu arbeiten. Außerdem war er beim Berufungsgericht angestellt. Gleichzeitig schlug er als Mitglied der Demokratischen Partei eine politische Laufbahn ein. In den Jahren 1853 und 1854 saß er als Abgeordneter im Repräsentantenhaus von Ohio.
Bei den Kongresswahlen des Jahres 1856 wurde Cockerill im sechsten Wahlbezirk von Ohio in das US-Repräsentantenhaus in Washington, D.C. gewählt, wo er am 4. März 1857 die Nachfolge von Jonas R. Emrie antrat. Bis zum 3. März 1859 konnte er eine Legislaturperiode im Kongress absolvieren. Diese war von den Ereignissen im Vorfeld des Bürgerkrieges geprägt.
Während des Bürgerkriegs diente Joseph Cockerill im Heer der Union. Dabei brachte er es bis zum Oberst. Später erhielt er sogar den Rang eines Brevet-Brigadegenerals der Freiwilligen. Danach praktizierte er wieder als Anwalt. Von 1868 bis 1871 war er erneut Abgeordneter im Repräsentantenhaus von Ohio. Er starb am 23. Oktober 1875 in West Union, wo er auch beigesetzt wurde.